# Sport i Tjeckoslovakien
Sport i Tjeckoslovakien
Tjeckoslovakien var berömt för framgångar inom ishockey, där man vann 6 VM-guld.
I fotboll vann man EM 1976 och OS-guld 1980, samt var VM-tvåa 1934 och 1962.
Emil Zatopek var en framgångsrik löpare under 1950-talet, och vann 4 OS-guld i friidrott.
I tennis hade man under 1980-talet framgångar med spelare som Ivan Lendl, Miloslav Mečíř och Martina Navrátilová, vilka var födda i Tjeckoslovakien.
I basket tog både herrarna och damerna EM-medaljer, och herrarna vann EM 1946. Damerna tog silvermedaljer och bronsmedaljer i VM.
I handboll tog både herrarna och damerna VM-medaljer, och herrarna vann VM 1967.
I volleyboll vann herrarna VM 1956 och 1966.

### Fotnoter
1. ↑  ”European Championship 1976” (på engelska). RSSSF. 11 mars 1976. http://www.rsssf.com/tables/76e.html. Läst 26 juli 2014.
2. ↑  ”Games of the XXII. Olympiad” (på engelska). RSSSF. 11 mars 1980. http://www.rsssf.com/tableso/ol1980f.html. Läst 29 juli 2014.
3. ↑  ”World Cup 1934 finals” (på engelska). RSSSF. 11 mars 1934. http://www.rsssf.com/tables/34full.html. Läst 29 juli 2014.
4. ↑  ”World Cup 1962 finals” (på engelska). RSSSF. 11 mars 1962. http://www.rsssf.com/tables/62full.html. Läst 29 juli 2014.